# Glaukosphaerite
La glaukosphaerite è un minerale.